# Constantin Rădulescu-Codin
Constantin Rădulescu-Codin (n. 1 noiembrie 1875, Zgripcești, Muscel, România – d. 29 martie 1926, Priboieni, Muscel, România) a fost un folclorist.

## Părinți
A fost fiul Stanei și al lui Radu Uța, țărani.

## Școală și publicațiile lui
Face clasele primare în satul natal și la Pitești, iar Școala Normală la București și la Câmpulung (1891-1896), timp în care se formează sub îndrumarea profesorului de limba și literatura română Gh. Șapcaliu, fost student al lui A.I. Odobescu și al lui B.P. Hasdeu. Din 1897 a fost învățător în comuna argeșeană Priboieni și apoi revizor școlar al județului Muscel (1914-1926). A condus publicațiile Prietenul nostru (1911-1916,1923-1926), Gazeta țăranilor din Muscel (1920-1921) și Revista pentru popor.
A contribuit la ridicarea învățământului primar fiind împreună cu învățătorul Luca Paul , întemeietori și îndrumători ai mișcării cooperatiste, însuflețiți de ideile reformatoare ale ministrului Spiru Haret.

## Debut și povești
Debutează ca folclorist în 1896, publicând o poezie populară în Convorbiri literare, și editorial în același an, cu volumul Din Muscel. Cântece poporane. Colaborează la Albina, Ion Creangă, Neamul românesc literar, Sămănătorul, Ramuri, Șezătoarea, Foaia interesantă etc. Culege proză populară, îndeosebi legende, pe care le include în mai multe volume: Dăfii, snoave și povești (1904, în colaborare cu Șt. Duțescu), Legende, tradiții și amintiri istorice adunate din Oltenia și din Muscel (1910), Îngerul românului. Povești și legende din popor (1913), Făt-Frumos. Povești (1913), Vine roata la știrbină. Povești, snoave și legende (1914), Cojocul lui Sărăcilă (1925), Cal de zmeu, Leu paraleu și alte povești, legende, pilde, snoave din popor (1926), Din trecutul nostru. Legende, tradiții și amintiri istorice etc., București, (1925), ”Literatură, tradiții și obiceiuri din Corbii Muscelului”, București, (1926).

## Operele și culegerile
Opera literară
- Monografia comunei Priboieni-Muscel, Câmpulung, 1904;
- Comorile poporului. Literatură, obiceiuri și credințe, Câmpulung, 1906;
- Cuvântări pentru popor, I, Câmpulung, 1906;
- Școalele din județul Muscel în timpul războiului și ocupațiunii 1916-1917 și 1917-1918, Câmpulung, 1918;
- Comuna Corbii din Muscel și locuitorii săi, Pitești, 1921;
- Muscelul nostru. Lămuriri asupra rostului și cuprinsului monografiei județului și celor 63 comune, Câmpulung, 1922;
- Muscelul nostru, volumul I: Comuna Corbii și locuitorii săi, Câmpulung, 1922;
- Dragoslavele (în colaborare cu I. Răuțescu), Câmpulung, 1923;
- Câmpulungul Muscelului, Câmpulung, 1925.

Culegeri
- Din Muscel. Cântece poporane, I, prefață de G. Coșbuc, București, 1896;
- O seamă de cuvinte din Muscel, introducere de Gustav Weigand, Câmpulung, 1901;
- Dăfii, snoave și povești, Craiova, 1904 (în colaborare cu Șt. Duțescu);
- Sărbătorile poporului, cu obiceiurile, credințele și unele tradiții legate de ele. Culegere din părțile Muscelului, București, 1909 (în colaborare cu D. Mihalache);
- Legende, tradiții și amintiri istorice adunate din Oltenia și din Muscel, București, 1910;
- Cântece voinicești și ostășești, București, 1910 (în colaborare);
- Îngerul românului. Povești și legende din popor, București, 1913;
- Făt-Frumos. Povești, București, 1913;
- Vine roata la știrbină. Povești, snoave și legende, București, 1914;
- Chira Chiralina. Cântece bătrânești, București, 1916;
- Chită Bondoc. Schițe și povești din popor, București, 1916;
- Cântece din război zise de flăcăi și fete mari între 1914-1919, Câmpulung, 1919;
- Cojocul lui Sărăcilă, București, 1925;
- Din trecutul nostru. Legende, tradiții și amintiri istorice, București;
- Cal de zmeu, Leu paraleu și alte povești, legende, pilde, snoave din popor, București, 1926;
- Nevasta leneșă și alte povești, legende, pilde, snoave din popor, București, 1926;
- Literatură, tradiții și obiceiuri din Corbii Muscelului, București, 1929;
- Povești, ediție îngrijită și prefață de Virgiliu Ene, București, 1957;
- Literatură populară, volumul I: Cântece și descântece ale poporului, ediție îngrijită de Ioan Șerb și Florica Șerb, prefață de Dan Simonescu, București, 1986.